# Split
Split (em italiano Spalato, em latim Spalatum e em grego Ασπάλαθος, romanizado: Aspálathos) é a maior e mais importante cidade da Dalmácia, bem como o centro administrativo do condado de Split-Dalmácia, na Croácia. Está situada numa pequena península na margem oriental do Mar Adriático, na base dos montes Kozjak e Mosor. Com uma população de 193.867 habitantes (2005), 95,15% dos quais de origem étnica croata (censo de 2001), é a segunda maior cidade da Croácia. 

## História
Embora o surgimento de Split costume ser associado à construção do Palácio de Diocleciano, há provas da existência prévia de uma colônia grega na área. Diocleciano, um imperador romano que governou entre 284 e 305, era conhecido por suas reformas e pela perseguição aos cristãos. Por ordem sua, a construção do palácio começou em 293, de modo a estar pronto quando de seu afastamento da vida política do império em 305. O lado sul do palácio fica defronte ao mar, suas muralhas têm uma extensão de 170 a 200 m e uma altura de 15 a 20 m, e o complexo todo ocupa uma área de 9½ acres (38,000 m²).
Esta grande estrutura já estava abandonada quando os primeiros cidadãos de Split fixaram residência na parte de dentro de suas muralhas: em 639, os refugiados da cidade de Salona, destruída pelos ávaros, converteram o interior do palácio num vilarejo. Ao longo dos séculos, aquela comunidade cresceu e ocupou as áreas em torno do antigo palácio, mas este constitui, ainda hoje, o centro da cidade, ainda habitado, com lojas, mercados, praças e a Catedral de São Dômnio (construída reaproveitando a estrutura do antigo Mausoléu de Diocleciano) inseridos nos corredores, pisos e muros do antigo palácio.
Ao longo de sua história, Split foi governada por Rom
a, pelo Império Bizantino e, intermitentemente, pela nobreza croata e húngara. Em 1420, assumiu o controle a República de Veneza, que o perdeu em 1797 para a Áustria-Hungria. No período de 1806 a 1813, a cidade esteve sob controle napoleônico.
Com o tempo, Split tornou-se um importante porto, com rotas para o interior através do passo de Klis. A cidade experimentou também um desenvolvimento cultural, com nomes como Marko Marulic, um dos clássicos da literatura croata, autor de Judita (1501, publicado em 1521), considerada a primeira obra de literatura moderna em língua croata.

### Split no século XX
Com o término da Primeira Guerra Mundial e a dissolução da Áustria-Hungria, a província da Dalmácia, juntamente com Split, tornou-se parte do Reino dos Sérvios, Croatas e Eslovenos (cujo nome foi mudado em 1929 para Iugoslávia). Quando Rijeka e Zadar, as duas outras grandes cidades na costa oriental do Adriático, passaram às mãos da Itália, Split transformou-se no porto mais importante da Iugoslávia. A ferrovia Lika, que liga a cidade ao restante do país, foi concluída em 1925.
Em abril de 1941, após a invasão da Iugoslávia pelas forças do Eixo, Split foi ocupada pela Itália e formalmente anexada um mês depois. Em setembro de 1943, com a rendição da Itália, a cidade foi liberada pela resistência mas viu-se ocupada pela Wehrmacht em seguida. Durante a ocupação, algumas das instalações portuárias e partes da cidade antiga sofreram dano devido aos bombardeios aliados. A resistência finalmente liberou a cidade em 26 de outubro de 1944. Até o final da guerra, Split foi a capital provisória da Croácia controlada pela resistência.
Após a Segunda Guerra Mundial, Split tornou-se parte da Croácia, a qual era, por sua vez, uma república federada pertencente à Iugoslávia socialista. A cidade continuou a crescer e a desenvolver-se como um centro comercial e cultural importante, atraindo grande número de migrantes rurais para as novas fábricas, estas parte de um esforço de industrialização em larga escala. No período entre 1945 e 1990, a população triplicou e a cidade expandiu-se, tomando toda a península. 
Quando a Croácia declarou a sua independência em 1991, Split abrigava uma grande guarnição do Exército Popular Iugoslavo, que guardava as instalações e o quartel-general da Marinha Iugoslava (JRM). Seguiram-se meses de um impasse tenso entre o exército iugoslavo e as forças militares e policiais croatas, com vários incidentes. O mais sério ocorreu em novembro de 1991, quando a JRM, inclusive o contra-torpedeiro Split, bombardeou a cidade - a única ocorrência na história em que uma belonave bombardeou uma cidade com o seu próprio nome. O exército iugoslavo deixou a cidade em 1992.
Split é hoje a segunda maior cidade da Croácia.

## Economia
A cidade ainda se ressente dos efeitos da difícil transição para a economia de mercado, agravada pela depressão causada pela guerra de independência croata. Durante a era iugoslava, Split era um centro econômico importante, com uma base industrial diversa que incluía construção naval, alimentos, produtos químicos, plásticos, vestuário, indústria de papel etc. Hoje a maior parte das fábricas socialistas está fechada e a cidade tem-se concentrado em comércio e serviços, o que deixou muitos operários desempregados. Apesar disso, conseguiu manter-se como um grande centro de transportes, comercial e administrativo da Dalmácia, o que tem gerado um crescimento econômico estável, embora lento.
As perspectivas para o futuro parecem melhores. Espera-se que a cidade se beneficie com a moderna auto-estrada que a liga à capital Zagreb e ao norte da Croácia, concluída em julho de 2005. Atualmente a economia da cidade baseia-se no comércio e no turismo, embora algumas indústrias antigas estejam sendo reabertas, tais como as de alimentação (pesca, azeitonas, vinho), papel, concreto e produtos químicos.

## Galeria de imagens

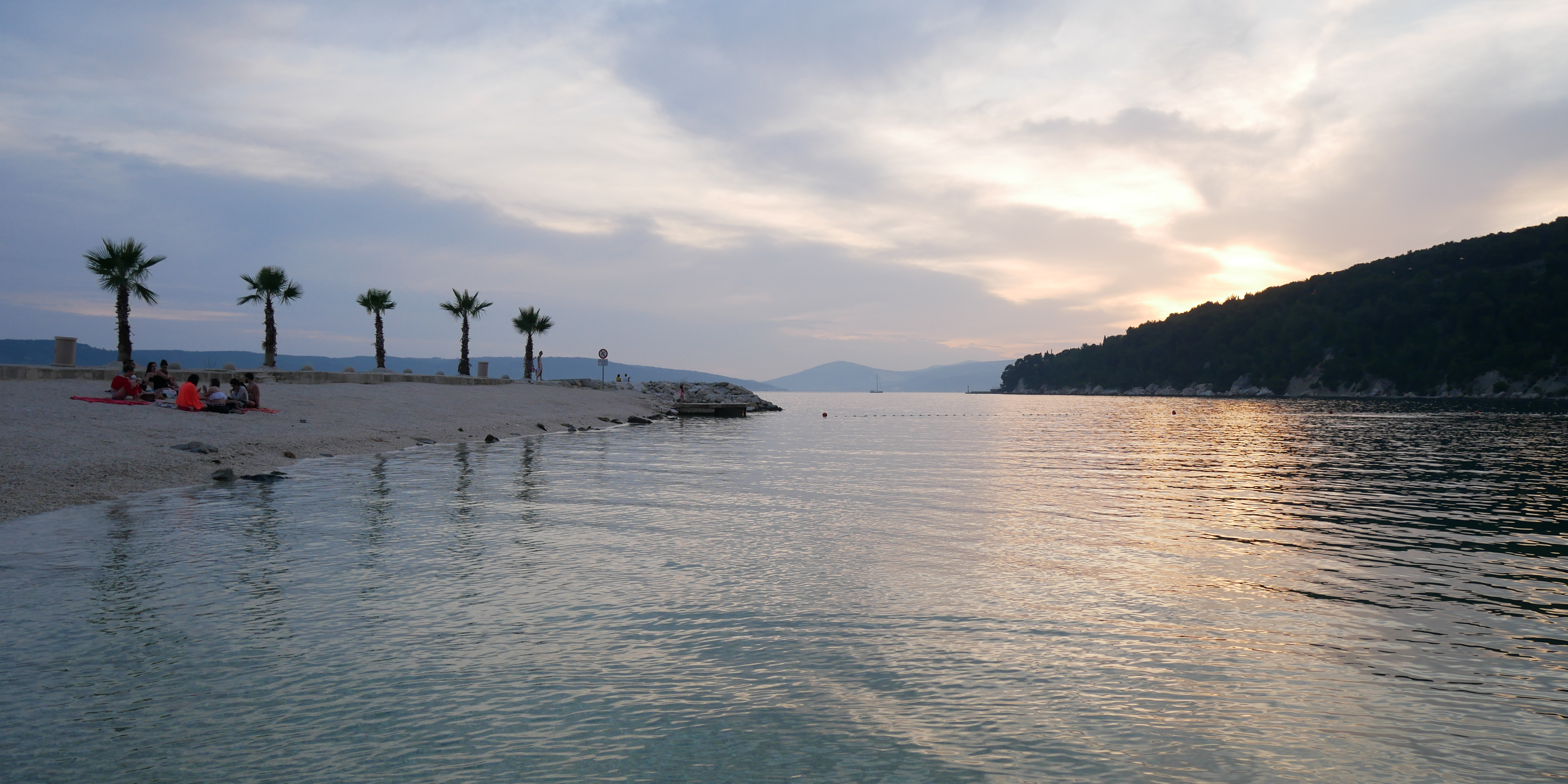
praia Kasjuni, localizado na Marjan
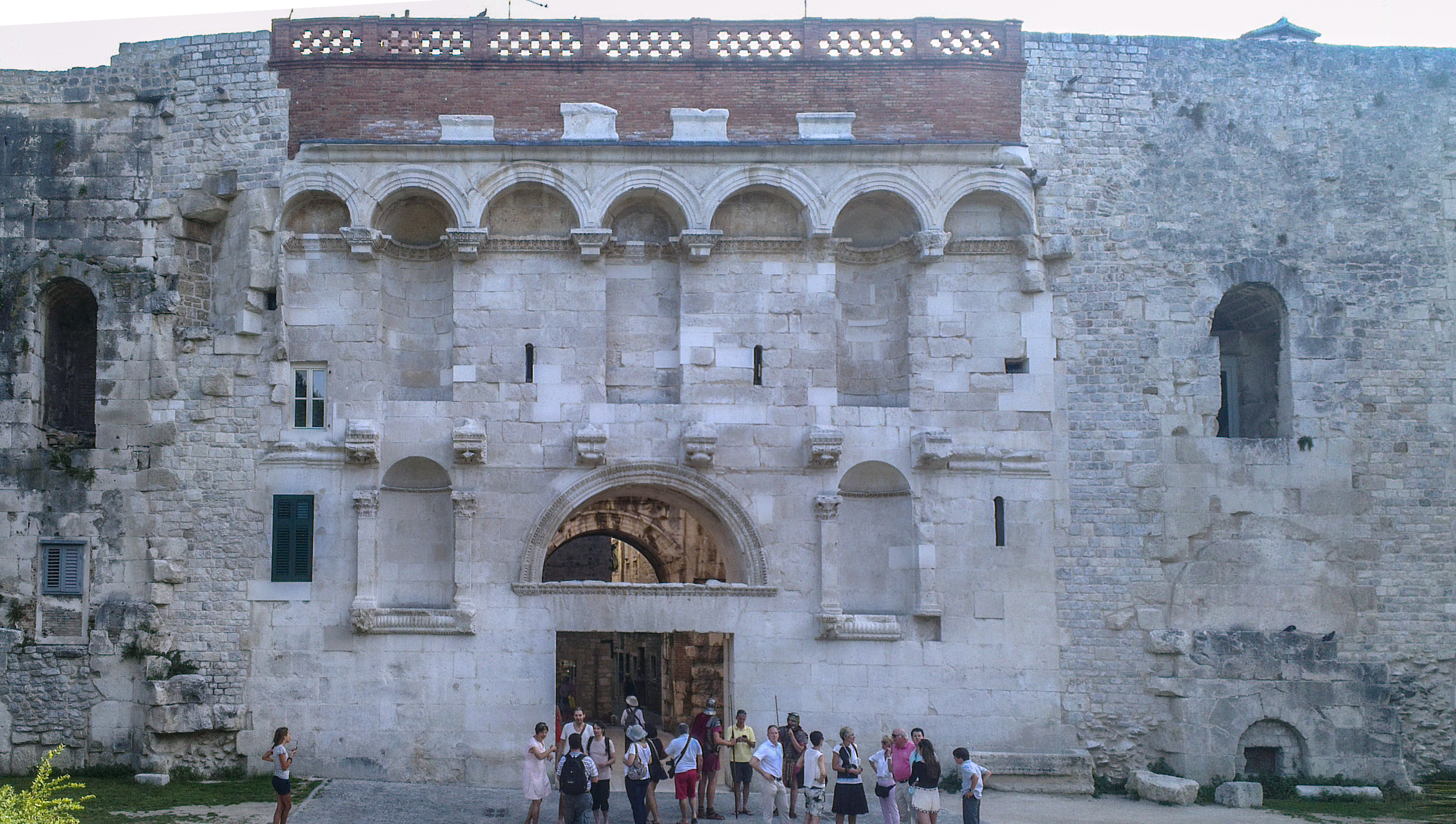
Portão dourado, entrada norte do Palácio de Diocleciano
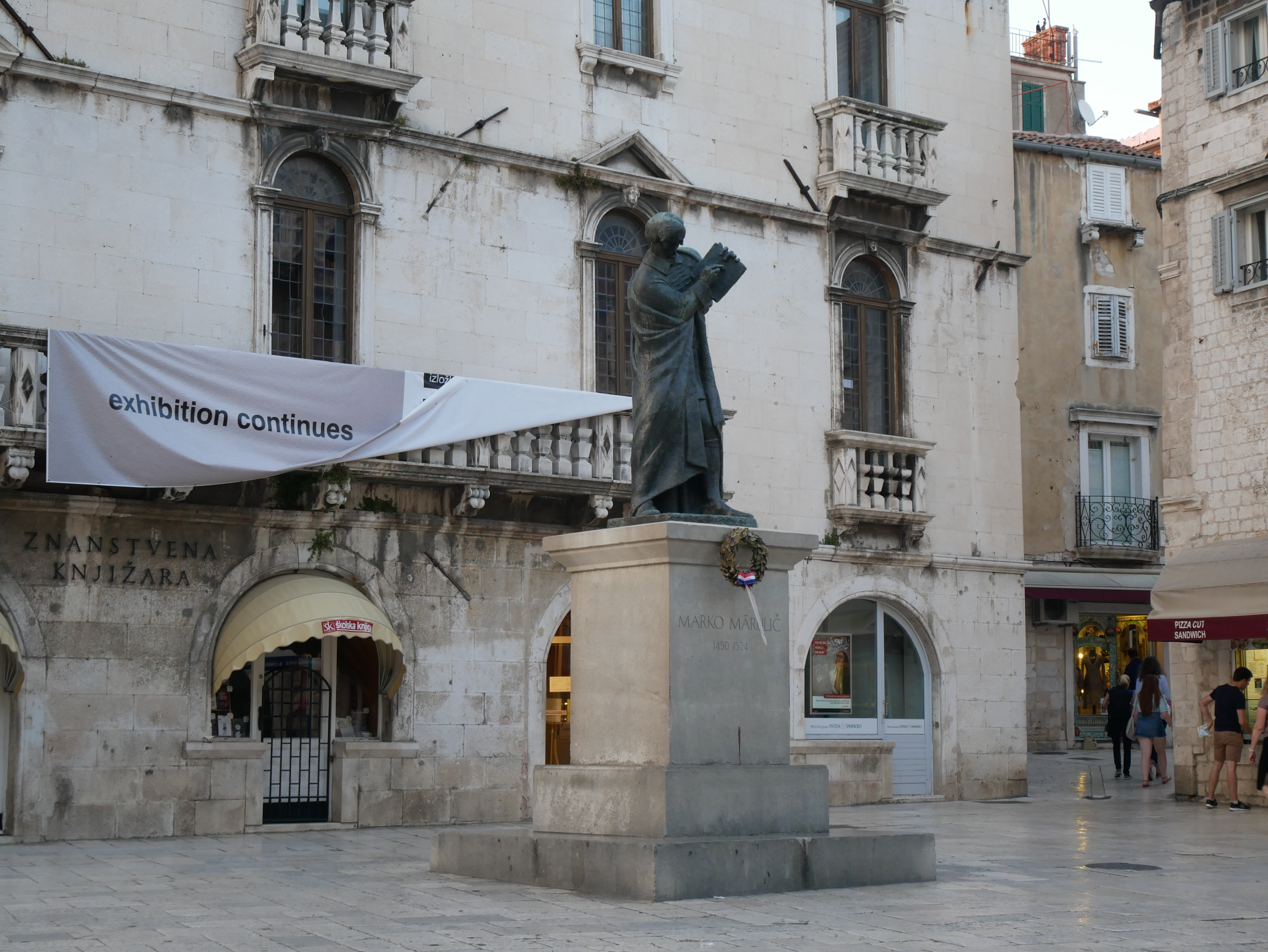
Escultura de Marko Marulic
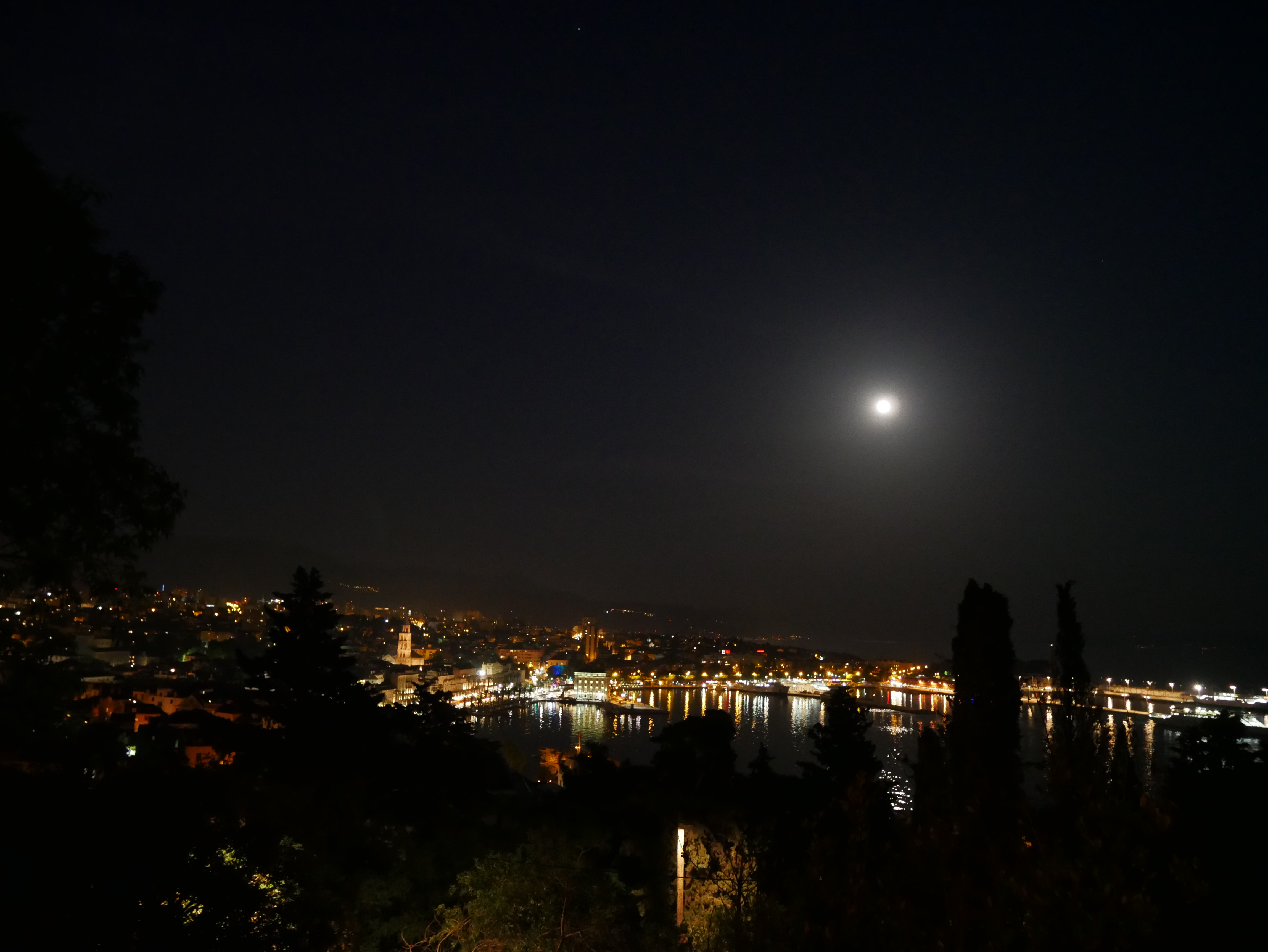
Visão noturna de Split
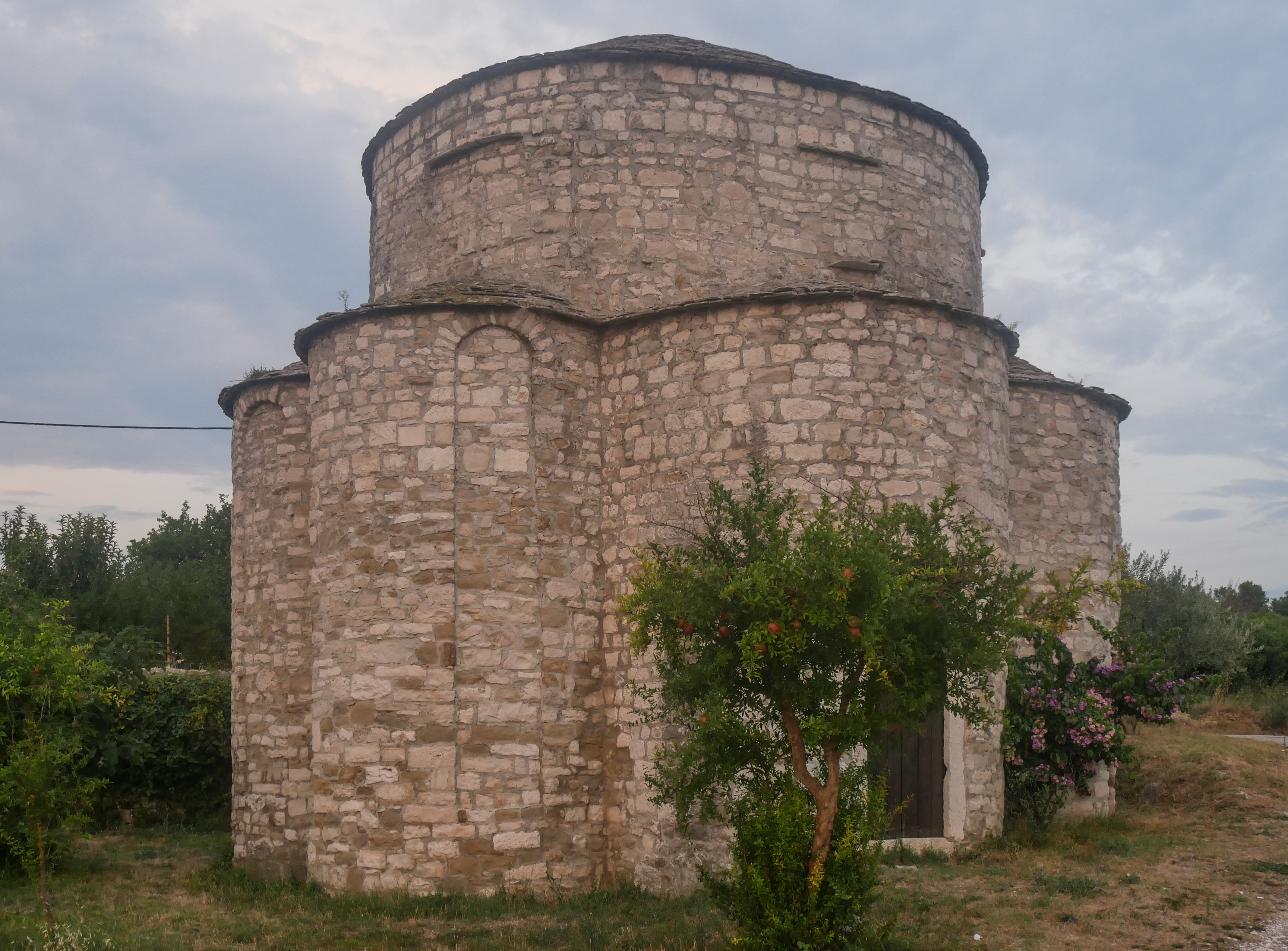
Igreja românica da Santíssima Trindade localizada em Poljud
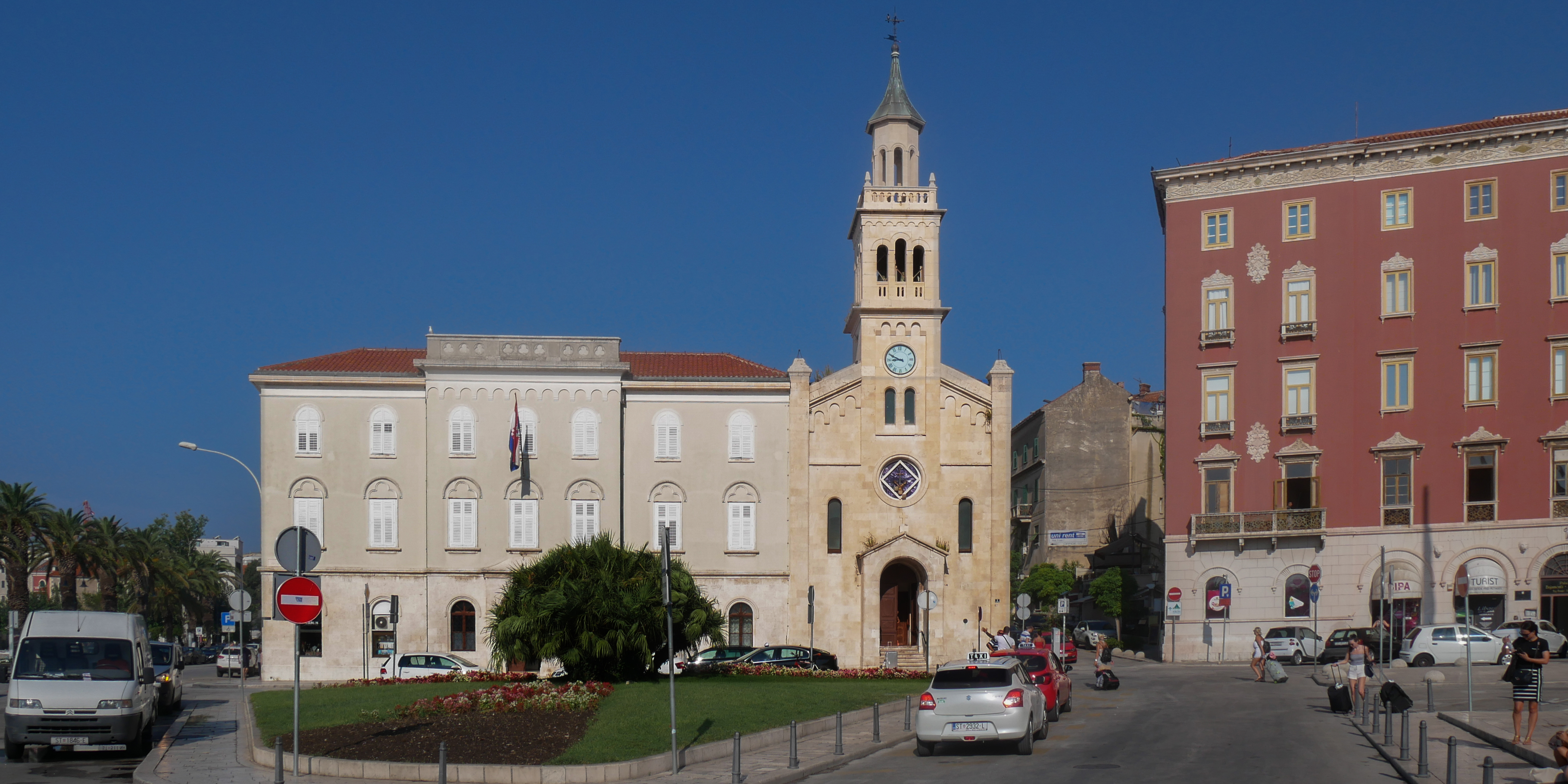
Igreja e mosteiro de São Francisco
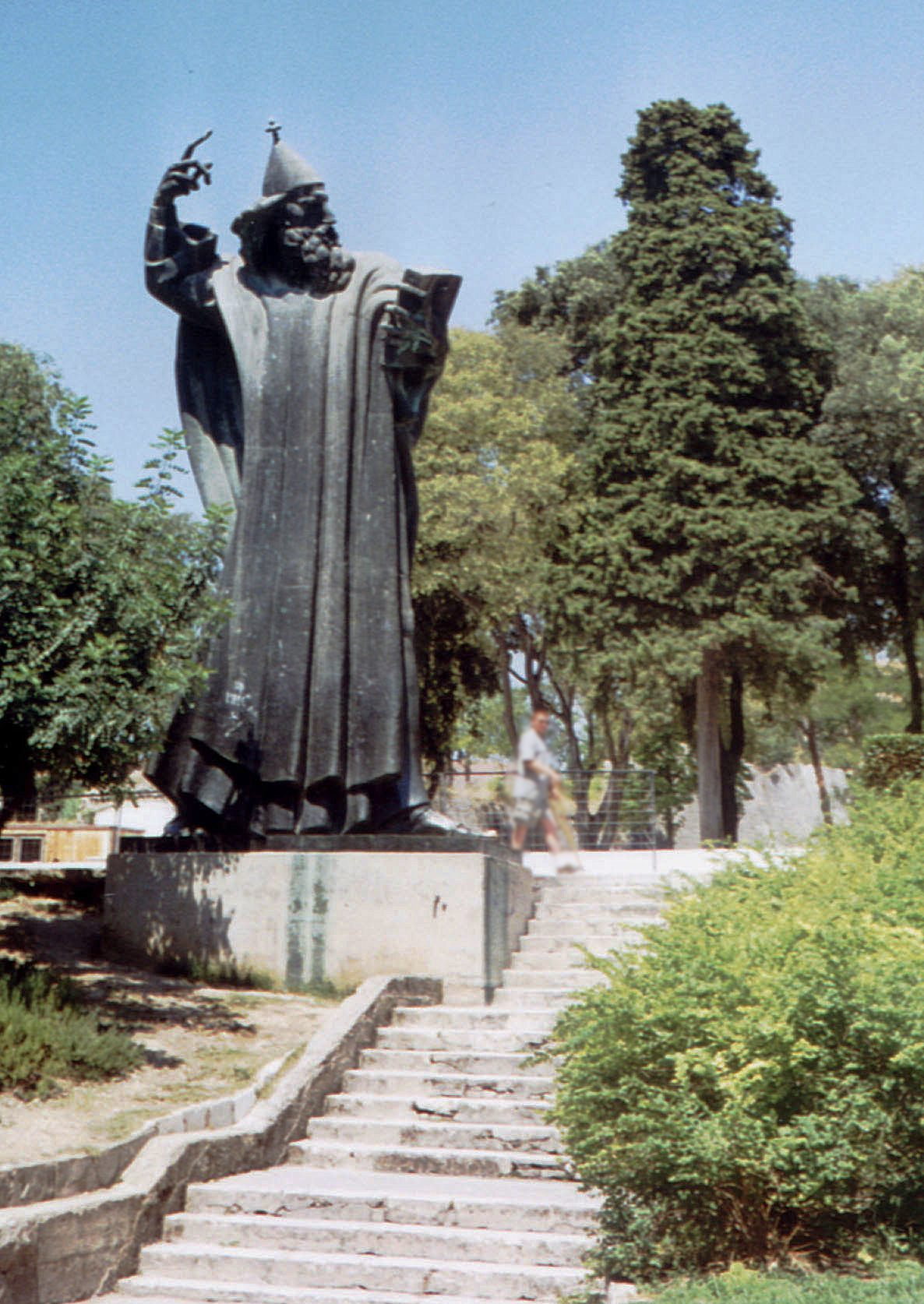
Grgur Ninski, Split
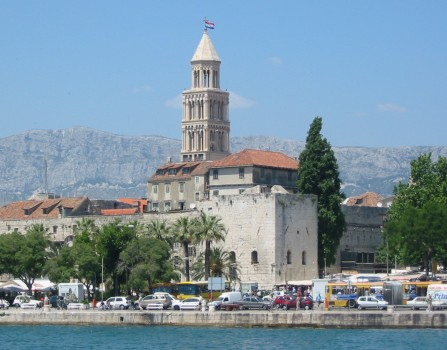
O porto de Split, com o campanário da Catedral de São Dômnio, construída dentro do antigo Palácio de Diocleciano, ao fundo.
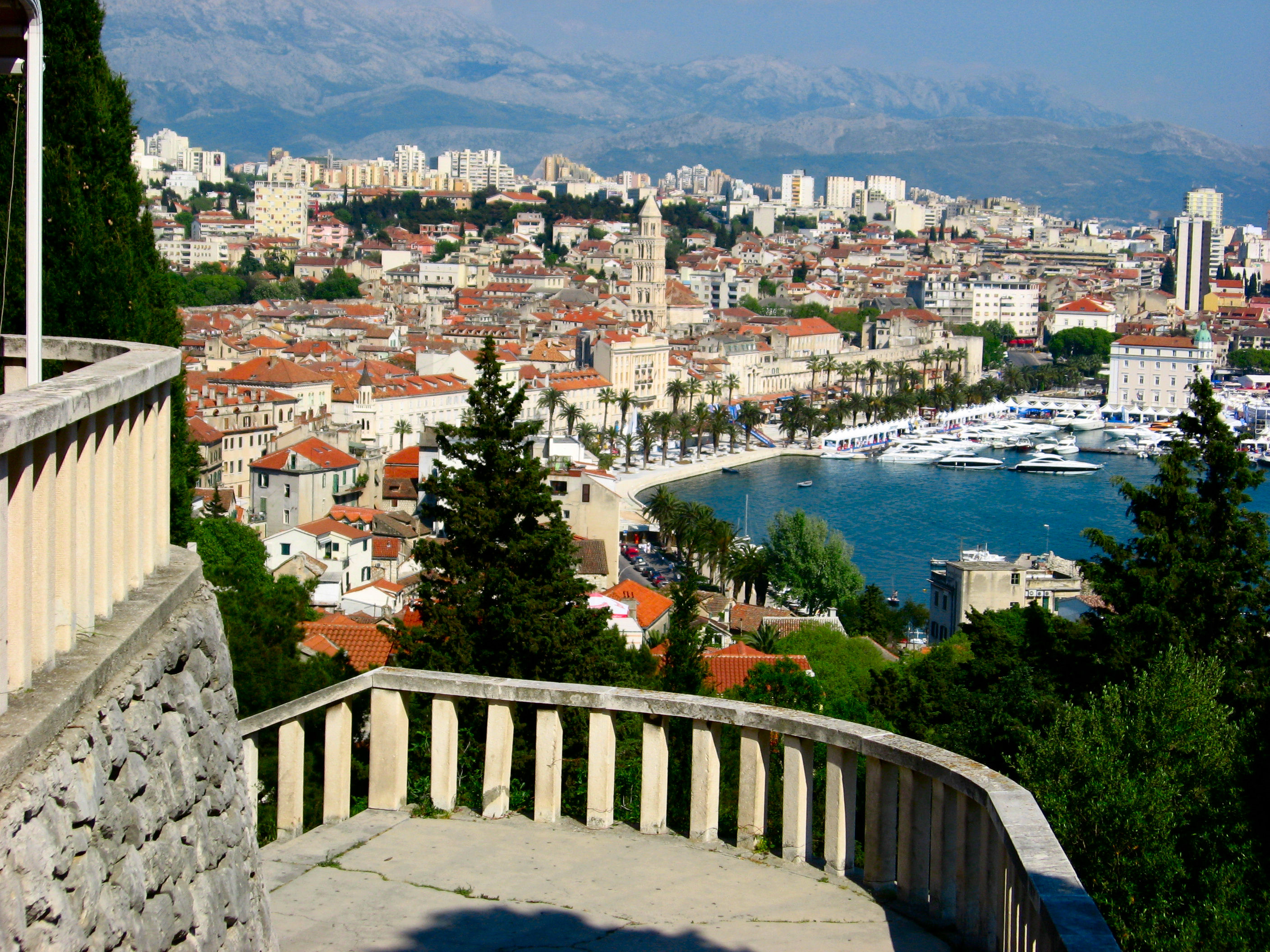
Uma vista panorâmica de Split.
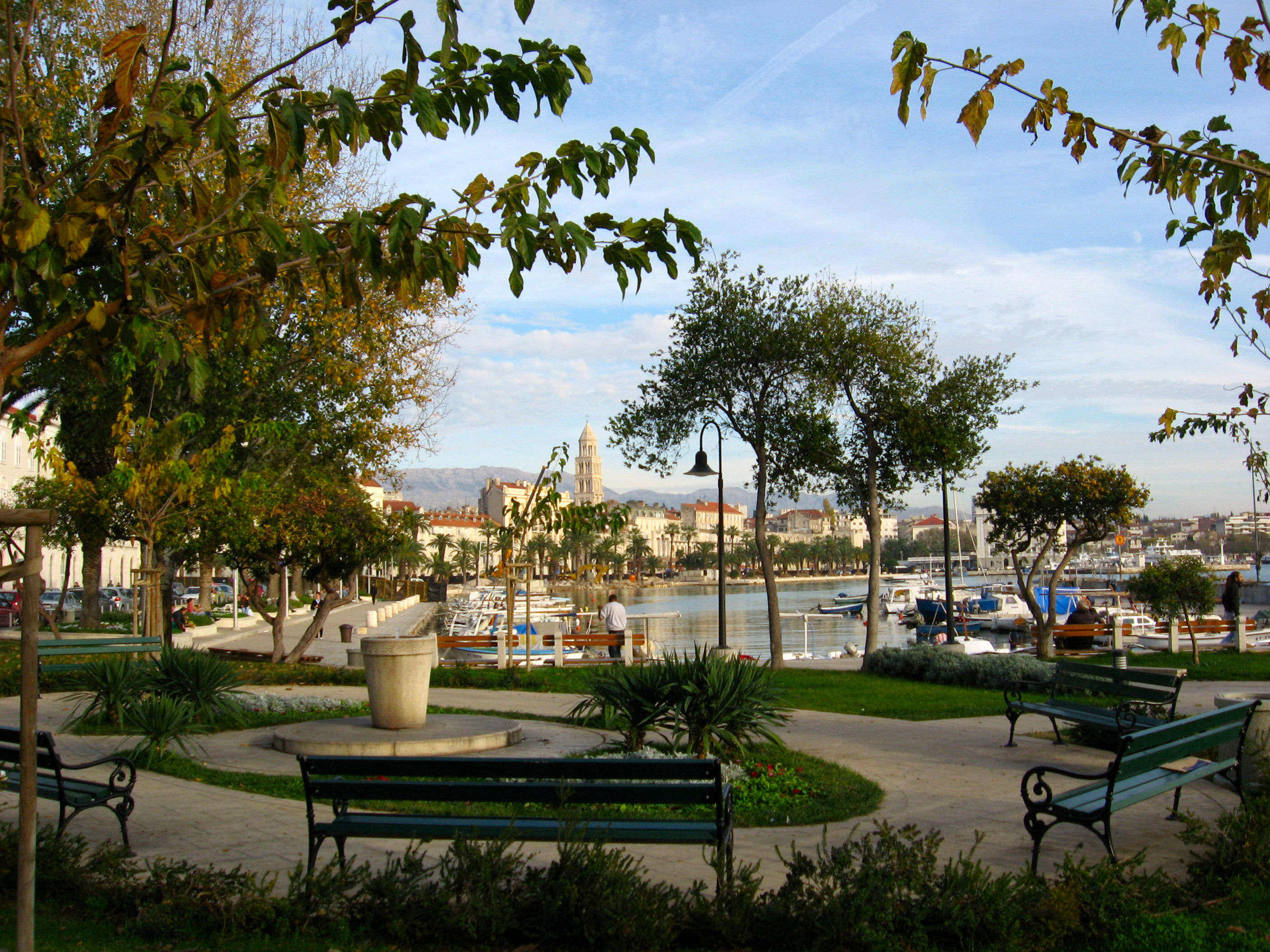
Vista de Matejuška
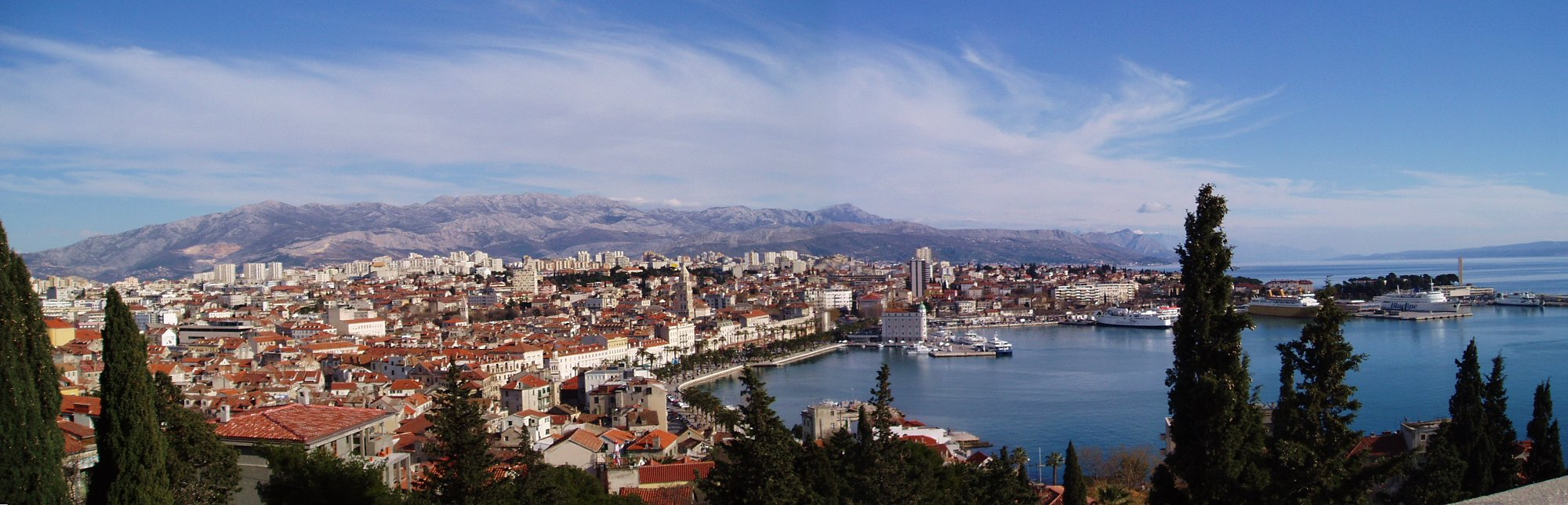
Vista panorâmica de Split a partir da colina de Marjan
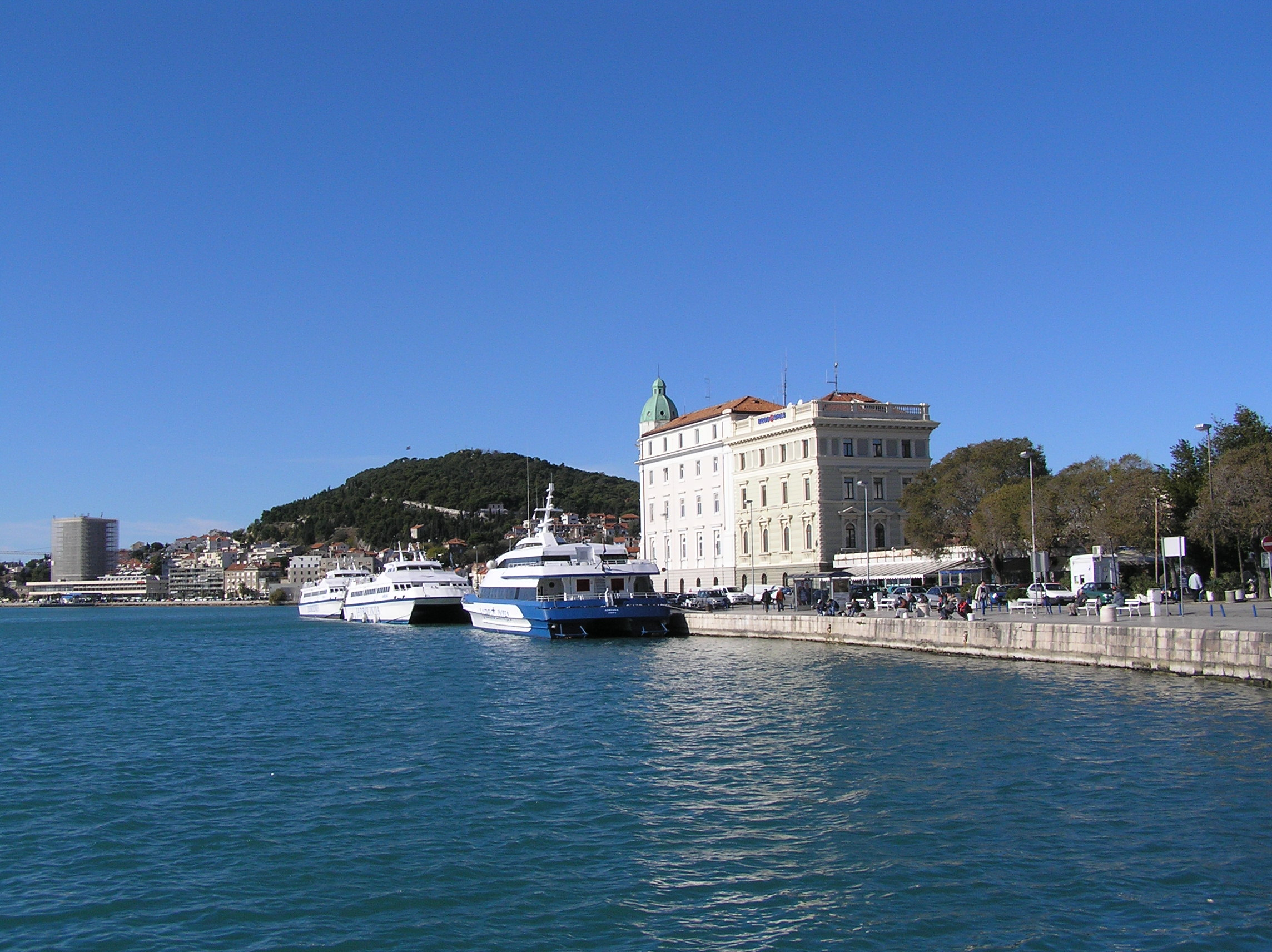
Outra vista de Split.